# José Marcondes Homem de Melo
José Marcondes Homem de Melo, né le 13 septembre 1860 à Pindamonhangaba et mort le 15 octobre 1937 à São Paulo, est un prélat catholique brésilien. Il exerce d'abord la charge d'évêque puis d'archevêque de Belém d'avril à décembre 1906 puis devient le premier évêque de São Carlos en 1908, jusqu'à sa mort.

## Famille et formation
José est le fils de Maria Pureza Monteiro de Godoy et du colonel Benedito Marcondes Homem de Melo. Il est ainsi le petit-fils de Francisco Marcondes Homem de Melo, vicomte de Pindamonhangaba.
Il étudie à la Serra do Caraça auprès de la Congrégation de la Mission, puis étudie les sciences ecclésiastiques au Séminaire de São Paulo. Le 11 mars 1883, il est ordonné prêtre par Lino Deodato Rodrigues de Carvalho, à São Paulo.
Le 10 juillet 1900, il reçoit la médaille Pro Ecclesia et Pontifice. Le 3 avril 1902, il est nommé chamberlain du pape Léon XIII.

## Épiscopat

### Archevêque de Belém
Le 26 avril 1906, le P. Homem de Melo est nommé évêque de Belém par le pape Pie X. Cependant, avec l'élévation du diocèse en archidiocèse, sa nomination est modifiée le 1er mai 1906 et le pape le nomme archevêque de Belém.
Le 29 juin 1906, il est consacré évêque à Rome, dans la chapelle du collège Pie d'Amérique latine, par le cardinal Rafael Merry del Val, secrétaire d'État du Saint-Siège. Il prend ensuite possession de l'archidiocèse de Belem par procuration.
Pour le retour au Brésil, José  Homem de Melo s'embarque le 2 août 1906 à Gênes, en compagnie de José de Camargo Barros, évêque de São Paulo, sur le vapeur italien « Sírio », qui fait naufrage le 4 août 1906 devant la côte méditerranéenne de l'Espagne. Agrippé à une bouée de sauvetage, il dérivé en mer pendant plusieurs heures avant d'être repéré et hissé à bord d'un bateau. Très touché par la perte, dans cette catastrophe, de son compagnon de voyage et ami, qui est d'abord porté disparu, mais dont le corps échoue finalement vers le 20 septembre suivant sur la côte de l'Algérie près d'Oran, José Homem de Melo démissionne de son poste le 6 décembre 1906. 
Il est alors immédiatement nommé archevêque titulaire de Ptolémaïs-en-Phénicie (de).

### Archevêque de São Carlos
Le 9 août 1908, José Homem de Melo devient le premier évêque de São Carlos, tout en conservant le titre personnel d'archevêque. 